# Литл-Маскингум
Литл-Маскингум (англ. Little Muskingum River) — река на юго-востоке штата Огайо, США. Приток реки Огайо. Длина составляет около 105 км; площадь бассейна — 816 км². Берёт начало в округе Монро, примерно в 8 км к северо-западу от реки Огайо и в 13 км к юго-востоку от города Вудсфилд. Течёт на юго-запад, протекает через городки Ринард-Миллс и Дарт и впадает в реку Огайо примерно в 8 км к юго-востоку от города Мариетта и устья реки Маскингум. Почти на всём своём течении протекает в границах национального леса Вейн.